# Stjær
Stjær is een plaats in de Deense regio Midden-Jutland, gemeente Skanderborg. De plaats telt 877 inwoners (2008).